# Zabrops wilcoxi
Zabrops wilcoxi là một loài ruồi trong họ Asilidae. Zabrops wilcoxi được Fisher miêu tả năm 1977. Loài này phân bố ở vùng Tân Bắc giới.